# 13358 Revelle
13358 Revelle este un asteroid din centura principală de asteroizi.

## Descriere
13358 Revelle este un asteroid din centura principală de asteroizi. A fost descoperit pe 14 octombrie 1998 la Stația Anderson Mesa în cadrul programului LONEOS. Asteroidul prezintă o orbită caracterizată de o semiaxă mare de 2,67 ua, o excentricitate de 0,11 și o înclinație de 12,8° în raport cu ecliptica.